# Tatár Géza
Tatár Géza (Aranyospolyán, 1912. június 16. – Zilah, 1986. március 6.) erdélyi magyar pedagógiai és helytörténeti író.

## Életútja, munkássága
Középiskolai tanulmányait a nagyenyedi Bethlen Gábor Kollégiumban végezte. Tanárától, Dániel Viktortól megtanulta az irodalmi művek rendszerezését, az ő hatására iratkozott magyar–német–filozófia szakra a kolozsvári I. Ferdinand Egyetemre, ahol 1936-ban tanári oklevelet szerzett. Egy évet Zürichben töltött tanulmányúton. 1936-tól egy év kivételével nyugdíjazásáig a zilahi Wesselényi Kollégiumban, illetve utódiskolájában, az Ady Endre Líceumban tanított.
Diákkori verseit az Enyedi Újság közölte (1929); pedagógiai, irodalomtörténeti cikkei a Szilágyságban, Tanügyi Újságban, Ellenzékben, Igazságban, Előrében, Korunkban jelentek meg. Szakcikkeinek nagy része az Ady-életműhöz kapcsolódik. Aktív szerepet vállalt a város közművelődési életében. Nyugdíjazása után óraadó tanár lett a zilahi tanítóképzőben: magyar társalgási nyelvet tanított a román képzősöknek.
Szerkesztésében jelentek meg 1941–44 között A zilahi Wesselényi Kollégium Évkönyvei, ill. 1946-ban A 300 éves zilahi középiskola emlékkönyve.